# 中院
中院是上海交通大学徐汇校区大草坪北侧的一栋教学楼，建成于1899年夏。该建筑为上海交通大学最早的教学楼，也是中国人创办的近代高校中仍在使用的教育建筑中最为古老的。中院为一幢三层长方形建筑，外为砖墙，采用西方复古主义风格，占地面积为2313平方米，建筑面积近5,000平方米。

## 历史
中院由时任南洋公学总理的何嗣琨主持修建、监院福开森设计并督造，建设造价规元49,926两2钱，初建时有83间房。
是时，中院一楼有主任室、教员休息室、化学实验室、化学讲堂、膳厅等，二楼为约可容纳30人的教室，三楼为教室和学生宿舍，需要时可改造为教室。当年8月，全校学生迁入中院住宿。一楼的实验室，到1930年代，已有分析化学实验室3个，并有普通化学、有机化学、物理化学、微量化学实验室各一个。二楼教学楼则先后用于中院、师范班、特班、政治班等的教学，后来则长期用作数学系和化学系的教室及办公室，东侧还有工程制图大教室。蔡元培1901年受聘为南洋公学特班总教习时，曾住在中院3楼60号。
1963年、1999年中院两度大修，至今仍在使用。

## 相关建筑
新中院，建于宣统二年（公元1910年），位于徐汇校区，为一座砖木结构的外廊式建筑，现为董浩云航运博物馆。
闵行校区有两座教学楼，分别名为“中院”和“东中院”。